# タチアザミ
タチアザミ（立薊、学名 Cirsium inundatum）はキク科アザミ属の多年草。

## 特徴
茎の高さは1-2mになる。茎につく葉の基部は半ば茎を抱き、葉は深く裂けこまないものが多いが、葉が羽状に中裂するものも見られ、縁にとげがある。
花期は8-10月で、上向きに1-3個の花をつける。花（頭状花序）は筒状花のみで構成されており、花の色は紫色である。
総苞は粘らない。総苞片は針状で斜上する。花期には根生葉は残っていない。　

## 分布と生育環境
アザミ属は、分布域が比較的広いものと極端に狭い地域固有種がある。タチアザミの分布域は比較的広く、北海道から本州の主に日本海側に分布し、湿地にややまれに見られる。

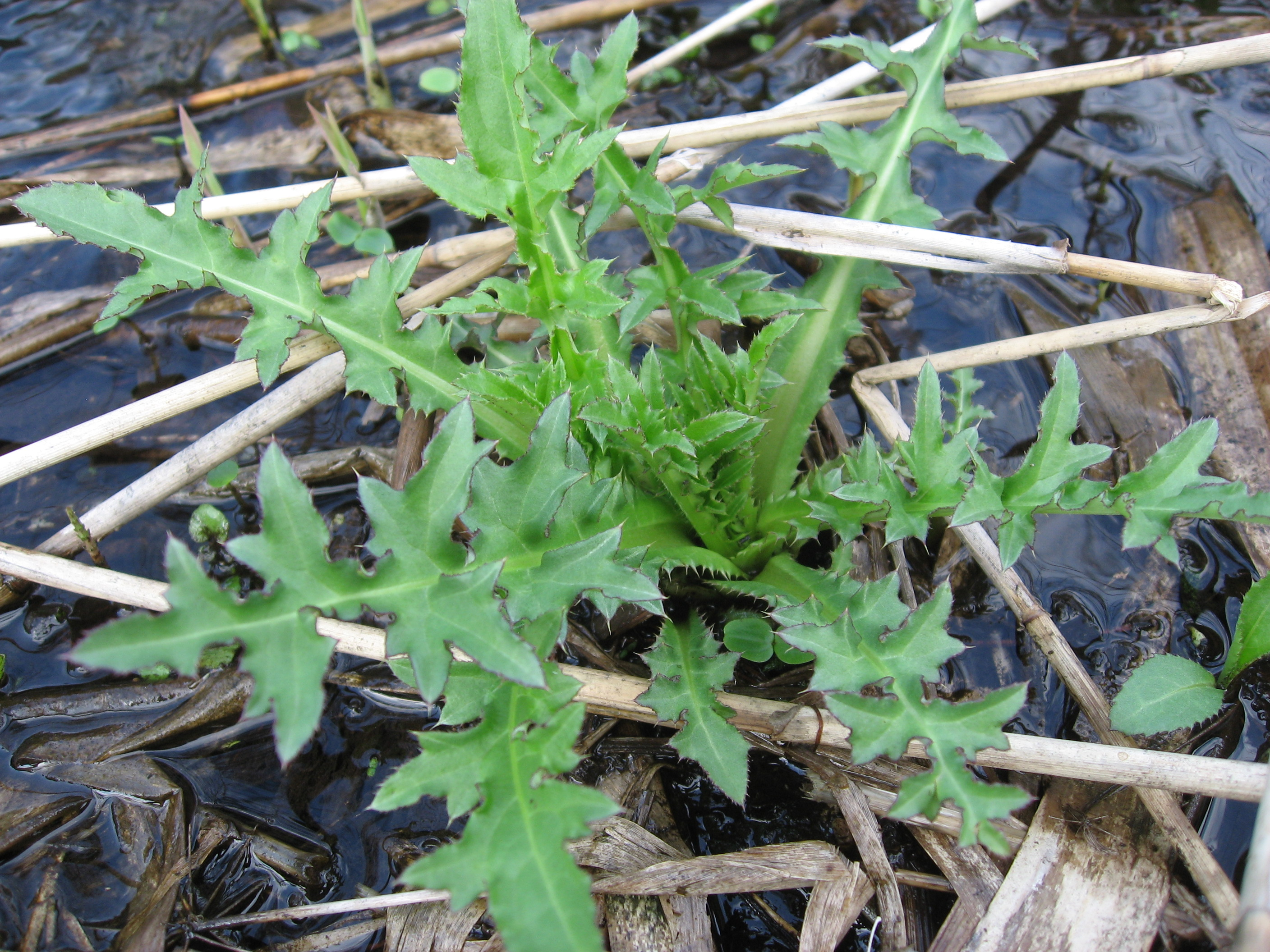
早春のタチアザミの根生葉